# Amélie Lerma
Pour les articles homonymes, voir Lerma.
Amélie Lerma est une actrice française.

## Filmographie sélective

### Cinéma
- 2004 :  Vipère au poing de Philippe de Broca : Henriette
- 2007 : Fragile(s) de Martin Valente : Infirmière 1
- 2007 : Max et Co de Samuel Guillaume et Frédéric Guillaume : Félicie (voix)
- 2011 : Titeuf, le film de Zep : Dumbo (voix)

### Télévision
- 2012 : Le Jour où tout a basculé - épisode : Célèbre et trahie par mes proches ? (Star system) (TV Series) : Marion
- 2011 : Interpol - épisode : Nuit polaire (TV Series) : Anita
- 2005 - 2008 : Merci, les enfants vont bien : (TV Series) - 12 épisodes : Héloïse